# Moritz Hartmann (Offizier)

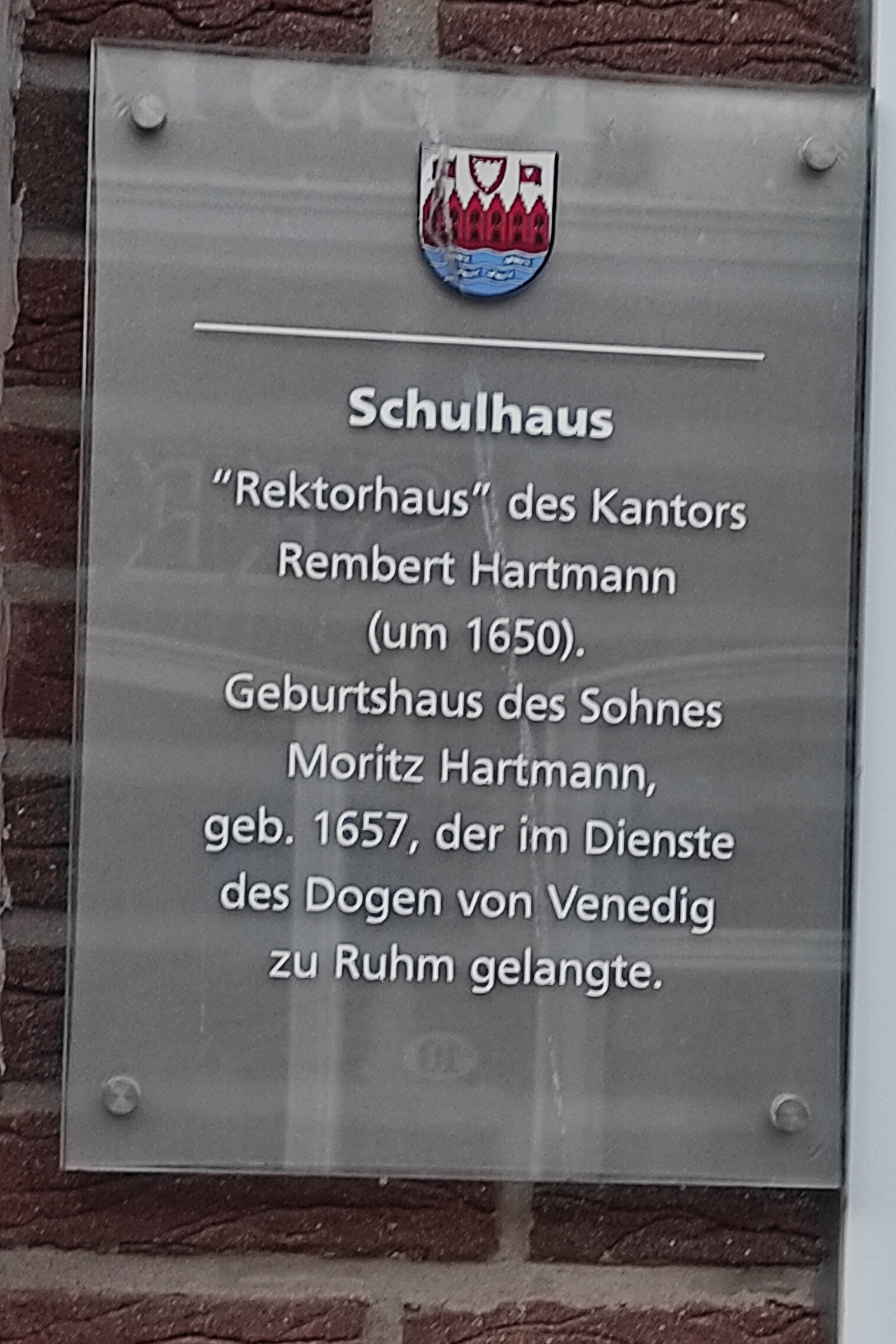
Gedenktafel für Moritz Hartmann im Thulboden 7 in Heiligenhafen

Moritz Hartmann (* 1656 in Heiligenhafen; † 1695 auf einem Schiff in der Ägäis) war ein deutscher Schiffsoffizier in wechselnden Diensten.

## Familie
Moritz Hartmann war ein Sohn von Rembertus Hartmann (getauft am 2. oder 3. März in Braunschweig; † 11. Juni 1678 in Heiligenhafen) und dessen zweiter Ehefrau Christine Agnes, geborene Schmidt (* 1625/26; † 11. April 1679 in Heiligenhafen). Der Vater arbeitete seit 1652 als Kantor (2. Lehrer) an der Heiligenhafener Lateinschule. Sein Bruder Christoph Hartmann (* um 1655; † 12. September 1720 in Hilleröd) stand seit 1675 in dänischen Diensten, arbeitete ab 1690 für die Militärverwaltung in Kopenhagen und war ab 1712 Deputierter im Generalkriegskommissariat des Heeres. Er wurde 1719 zum Etatsrat ernannt.
Hartmann selbst blieb unverheiratet.

## Leben und Wirken
Hartmanns Kindheit und Jugend sind nicht dokumentiert. Gemäß der Inschrift seines Epitaphs ging er auf „viele ferne Reysen“, darunter zum Heiligen Grab in Jerusalem. Viele davon dürfte er vermutlich bereits in jungen Jahren unternommen haben. Die Tatsache, dass sein älterer Bruder bereits den Dänen diente dürfte wahrscheinlich einer der Gründe gewesen sein, warum er selbst ebenfalls dort hinzog. König Christian V. befahl 1682 seine Aufnahme als Leutnant der dänischen Marine und genehmigte Auslandsaufenthalte. 1683 diente Hartmann den Holländern, lebte aber bis Jahresende in Kopenhagen.
1684 wechselte Hartmann zum französischen Heer. Mit diesem beteiligte er sich auf einem Kriegsschiff am Bombardement und der beabsichtigten, erfolglosen Einnahme Genuas. 1685 reiste er, vermutlich mit Hildebrand von Horn, nach Venedig. Beide schlossen sich hier dem Feldzug Francesco Morosinis gegen das Osmanische Reich an. Hartmann trat freiwillig in das sächsische Heer ein. Für seine Leistungen beim Kampf um Kalamata erhielt er von Morosini im September 1685 eine Urkunde. Darüber hinaus beantragte Morosini für ihn den Markusorden und eine Goldkette im Wert von 100 Dukaten, die Hartmann bei seiner Rückkehr nach Venedig erhielt.
1686 kämpfte Hartmann mit einigen anderen dänischen Adligen bei einem Feldzug, bei dem Nauplia eingenommen werden konnte. Im September desselben Jahres reiste er wieder nach Kopenhagen. Im Folgemonat erhielt er einen Pass für Venedig. Mit diesem sollte er für Großkanzler Friedrich von Ahlefeldt den Leichnam seines Sohn Christian von Ahlefeldt nach Dänemark holen. Christian von Ahlefeldt hatte gemeinsam mit Hartmann gekämpft und war in Nauplia aufgrund einer Fieberepidemie verstorben.
Im Januar 1687 beantragte Hachmann wieder Urlaub, den er nutzen wollte, um am Seekrieg Venedigs gegen die Türken teilnehmen zu können. Außerdem bat er um Ernennung zum „Capitaine“; eine Bezeichnung, die er bereits 1685 in Venedig verwendet hatte. Der König gab seinem Gesuch im Folgemonat statt. Hartmann beteiligte sich danach an mehreren Feldzügen, darunter jenen, bei denen im Juli Patras eingenommen, im September Athen belagert und das Parthenon zerstört wurde. Der Senat verlieh ihm hierfür eine Goldkette im Wert von 200 Dukaten.

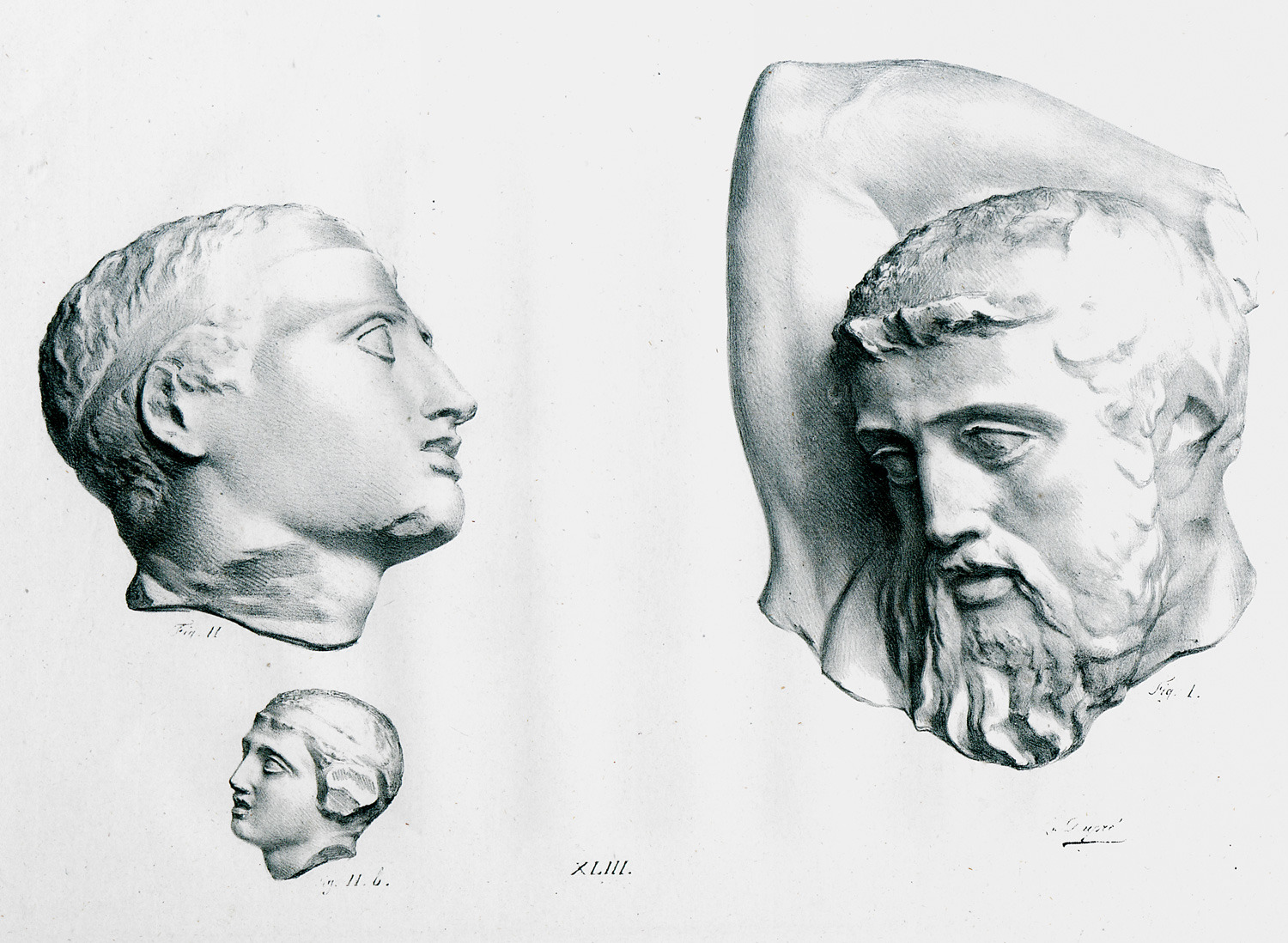
Die zwei Metopen vom Parthenon (1830)

1688 bekam Hartmann in Kopenhagen ein weiteres Jahr Urlaub, das er nutzte, um an der Schlacht um die Insel Euböa teilzunehmen. Im Dezember 1688 erreichte er wieder die dänische Hauptstadt. Er hatte zwei Marmorköpfe im Gepäck, die Eingang in die königliche Kunstkammer fanden. Der Archäologe Peter Oluf Bröndsted stellte 1830 fest, dass es sich um Metopen des Parthenons handelte. Die Köpfe sind heute in der Antikensammlung des Kopenhagener Nationalmuseums zu sehen. Hartmann hatte beide Werke wahrscheinlich 1687 in Athen erworben oder gestohlen.
Im Januar 1689 übernahm Hartmann für die Dänische Ostindien-Kompanie das Kommando einer kleinen Flotte, bei der es sich um eine Schenkung König Christian V. handelte. Hartmann war zu diesem Zeitpunkt Gouverneur. Die Reise führte in die dänische Kolonie Tranquebar in Südindien. Wegen seines unmöglichen Benehmens kamen in Kopenhagen Klagen über Bereicherung zu Ungunsten der Kompanie auf. Vermutlich aus diesem Grund reiste Hartmann im September 1690 zurück. Aufgrund von Schäden an seinem Schiff landete dieses zur Reparatur in Batavia an.
Während der Weiterfahrt kam es an Bord des Schiffes zu starken Konflikten. Auf dem Gipfel der Streitigkeiten äußerte sich der Obersteuermann in einer Art und Weise, die Hartmann als Drohung mit Meuterung auffasste. Der Schiffsrat sprach darauf einstimmig ein Todesurteil aus. Hartmann widersprach, die Direktion der Kompanie über den Vorfall entscheiden zu lassen. Stattdessen gab er den Befehl, den Obersteuermann unverzüglich zu erschießen. Danach beharrte er auf einer Weiterfahrt nach Kopenhagen ohne Großmast und Schiffer.

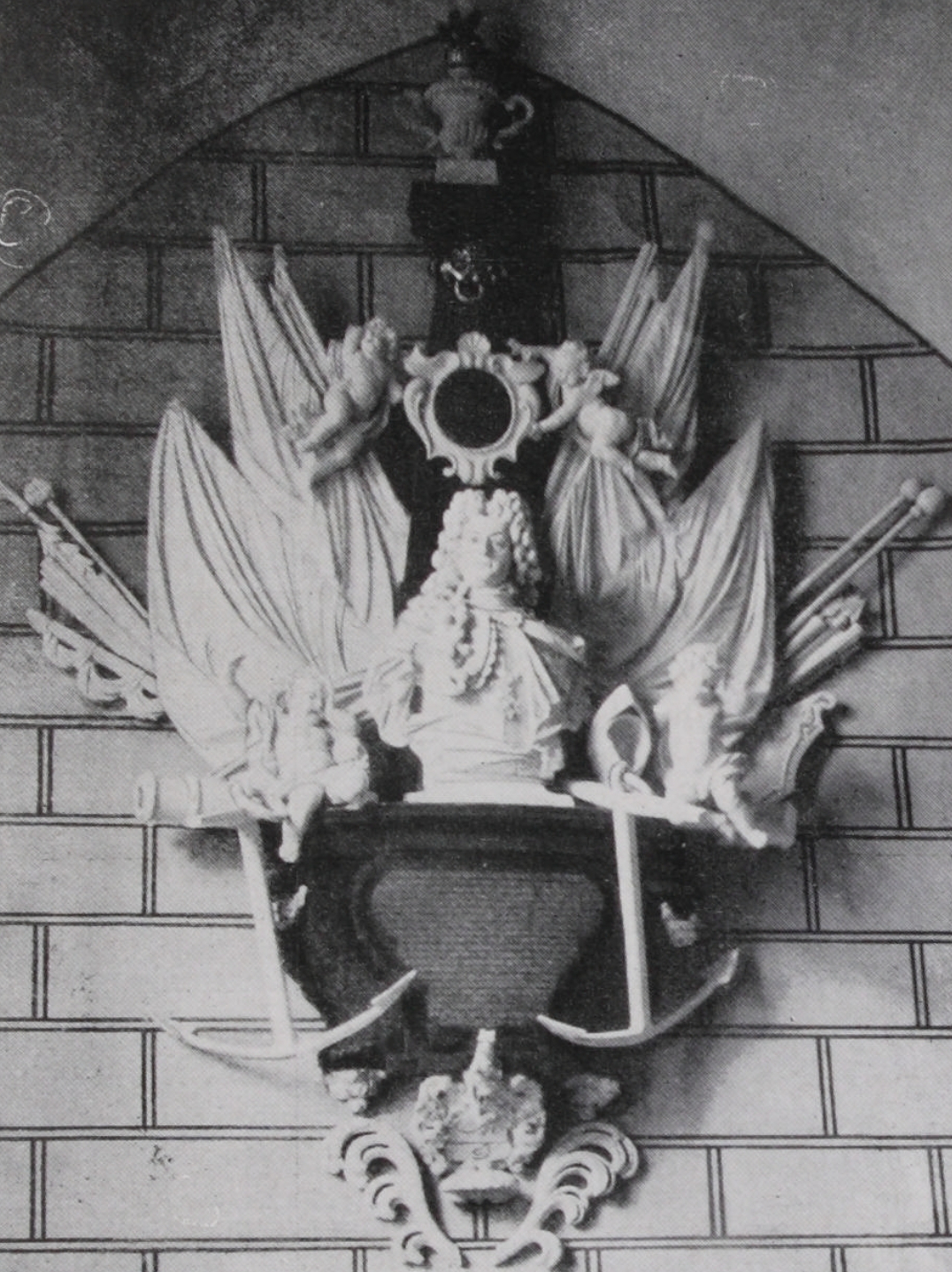
Epitaph von Moritz Hartmann in der Kirche von Heiligenhafen

Im Oktober 1691 fuhr Hartmanns Schiff im Ärmelkanal auf Grund. Er selbst ging offensichtlich als Erster von Bord und rettete seine Besitztümer. Im Januar 1692 erreichte er Dänemark, woraufhin die Regierung eine Kommission einrichten ließ, die den Ablauf der Heimfahrt kontrollieren sollte. Hartmann verließ Dänemark vor Abschluss der Untersuchungen. Danach stand er vermutlich in französischen, englischen und holländischen Diensten. Im März 1695 wechselte er förmlich und besoldet zu den Venezianern. Er erlag im selben Jahr an Bord eines Kriegsschiffes vor der Küste Kleinasiens einem „hitzigen Fieber“.
Die Kopenhagener Kommission verurteilte Hartmann 1694 wegen der Vorfälle der Jahre 1690/91 und verwies den Fall an das Oberste Gericht. Aufgrund der Hauptanklagepunkte – Hinrichtung des Obersteuermanns, Hartmanns Taten nach der Havarie – leitete es die Sache an das Admiralitätsgericht weiter. 1697 sprach das Oberste Gericht Hartmann frei. Aufgrund der übereilten Hinrichtung verhängte es eine postume Geldbuße.

## Nachlass
Hartmann hinterließ ein Testament, in dem er die Stadt Heiligenhafen mit 500 Reichstalern bedachte. Die daraus gewonnenen Zinsen sollte der Pastor jährlich an die Armen weitergeben und dabei insbesondere bedürftige Lehrerwitwen bedenken. Diese Stiftung existierte in der Form bis zur deutschen Inflation.

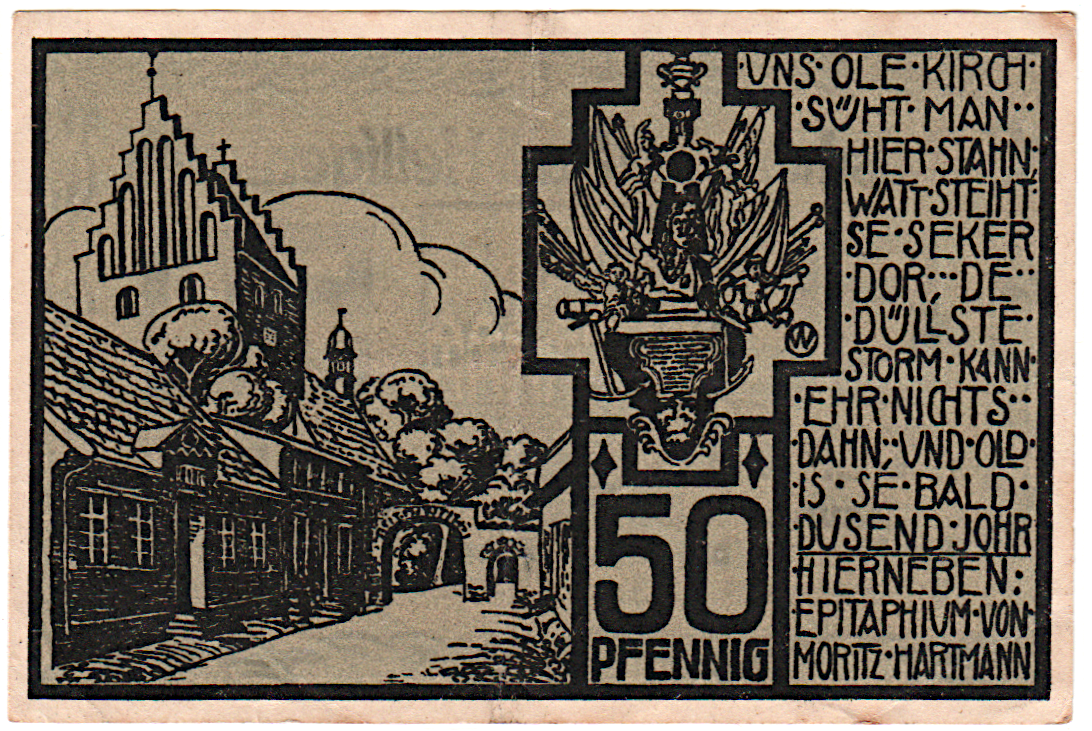
Hartmanns Epitaph auf einem Notgeldschein der Stadt Heiligenhafen

Gemäß Testament sollten weitere 500 Reichstaler für ein Epitaph verwendet werden, das in der Stadtkirche Heiligenhafen stehen sollte. Hartmanns Bruder erteilte diesen Auftrag an den in Kopenhagen arbeitenden Bildhauer Thomas Quellinus, der es laut Inschrift 1689 fertigstellte. Quellinus gestaltete Hartmann als Seehelden, dessen Büste von Fahnen, Waffen und einem Schiffsanker umgeben ist und die über dem Harnisch den Markusorden trägt. Theodor Storm erwähnt es in seiner 1882 erschienenen Novelle Hans und Heinz Kirch:

„Auch Kapitän Kirch selber konnte es sonntags beim Gottesdienst nicht unterlassen, von seinem Schifferstuhle nach unten in die Kirche hinabzuschielen, wo sein schmucker Junge bei der Mutter saß. Unterweilen schweiften auch wohl seine Blicke drüben nach dem Epitaphe, wo zwischen mannigfachen Siegestrophäen sich die Marmorbüste eines stattlichen Mannes in gewaltiger Allongeperücke zeigte“